# Группа Рио
Группа Рио (исп. Grupo de Río) — постоянно действующий механизм политических консультаций для согласования единых латиноамериканских позиций по ключевым региональным и международным проблемам, включающий в себя ежегодные совещания президентов стран-членов, периодические встречи на уровне министров иностранных дел и, при необходимости, контакты министров по другим направлениям.
Группа Рио была образована в 1986 году, став преемницей образованной в 1983 году Контадорской группы.

## Состав
Членами Группы Рио (в порядке их принятия) являются: Аргентина (1986), Бразилия (1986), Колумбия (1986), Мексика (1986), Панама (1986), Перу (1986), Уругвай (1986), Венесуэла (1986), Чили (1990), Эквадор (1990), Боливия (1990), Парагвай (1990), Коста-Рика (2000), Сальвадор (2000), Гватемала (2000), Гондурас (2000), Никарагуа (2000), Доминиканская Республика (2000), Белиз (2005), Гаити (2008), Гайана (2008), Куба (2008), Суринам (2009), Ямайка (2009).

## События
На 23-м самите Группы Рио, который состоялся 22—23 февраля 2010 года в Канкуне, было решено создать международную организацию, которая заменит Организацию американских государств, находящуюся под патронажем Вашингтона. Новое объединение получило название — Сообщество стран Латинской Америки и Карибского бассейна (CELAC). США и Канада не станут участниками этой организации. Одной из задач CELAC станет противовес региональной политике американской гегемонии.
Пока цели и формат организации окончательно не определены. Участники саммита в Канкуне лишь закрепили в итоговой декларации, что она будет политической и экономической и полностью заменит собой Группу Рио. Уставные документы, в которых будут прописаны все цели и задачи новой организации планируется принять на учредительном саммите CELAC — он намечен на 5 июля 2011 года и пройдет в Каракасе.
Главное отличие CELAC от прочих региональных организаций на саммите в Канкуне было объявлено очень четко: она объединит все страны Латинской Америки и Карибов, но не будет включать в себя США и Канаду. Таким образом, новая организация призвана стать противовесом патронируемой США ОАГ.